# Battle for the Sun
Albums de Placebo
Meds
(2006) We Come in Pieces
(2011)
Battle for the Sun est le sixième album de Placebo, sorti le 8 juin 2009, et le premier enregistré avec Steve Forrest.

## Historique
Premier album de Placebo enregistré avec Steve Forrest en tant que batteur, Battle for the Sun (« Bataille pour le soleil ») est d'abord le fruit du travail personnel de Brian Molko et Stefan Olsdal qui ont travaillé séparément pendant la tournée Meds et la période de suspense concernant l'avenir du groupe qui lui a succédé. 
« Fondamentalement la musique a été créée comme avant. À savoir qu'une partie des chansons ont été écrites séparément par moi et Brian, et les autres sont nées d'une improvisation commune.[...] Mais les plus gros morceaux, comme Battle for the Sun ou Speak in Tongues, ont vu le jour déjà dans la formation avec Steve Forrest. ».
Sous la direction du producteur David Bottrill aux Metalworks Studio de Toronto, Placebo donne naissance à un sixième album qui apparaît comme une véritable réaction au précédent, Meds, et aux troubles que Brian Molko et Stefan Olsdal ont traversés avec le précédent batteur Steve Hewitt : « Nous avons fait un album sur le fait de choisir la vie, de choisir de vivre, de s'extirper de la noirceur vers la lumière. Ce n'est pas tourner le dos à la noirceur car celle-ci est présente et essentielle comme une part de nous-mêmes... c'est plutôt le choix de se tenir du côté du Soleil. ».
De ce fait, Battle for the Sun s'avère plus coloré et optimiste que son prédécesseur, impressions véhiculées par la présence de nouveaux instruments pour Placebo comme les cuivres et le son lourd et pesant des guitares donnant une unité thématique à l'album autour de l'espoir, sous des accents épiques. « [...] C'est plus une description de là où se situe Placebo en tant que groupe à l'heure actuelle, là où un avenir plus radieux existe. L'idée c'est que, même si ce n'est pas toujours facile, vous pouvez vous construire une vie meilleure et être  plus heureux si vous vous donnez la peine d'essayer. ».
Battle for the Sun fut présenté à la presse lors d'un concert secret donné à Londres le 17 mars 2009 alors qu'un premier extrait était diffusé le soir même à la BBC et sur d'autres radios européennes puis offert en téléchargement gratuit sur le site officiel. Il s'agissait du titre éponyme Battle for the Sun qui ne devint pas un single mais qui apparaissait au groupe comme le morceau le plus ambitieux.
L'album sortit le 8 juin 2009 (Europe) après trois jours (du 29 mai au 31 mai 2009) d'écoute complète gratuite sur le site officiel.

## Liste des titres
Toutes les chansons sont écrites et composées par Brian Molko, Stefan Olsdal et Steve Forrest.
| Battle for the Sun | Battle for the Sun   | Battle for the Sun | Battle for the Sun | Battle for the Sun | Battle for the Sun | Battle for the Sun | Battle for the Sun | Battle for the Sun | Battle for the Sun |
| No                 | Titre                | Durée              |                    |                    |                    |                    |                    |                    |                    |
| ------------------ | -------------------- | ------------------ | ------------------ | ------------------ | ------------------ | ------------------ | ------------------ | ------------------ | ------------------ |
| 1.                 | Kitty Litter         | 3:48               |                    |                    |                    |                    |                    |                    |                    |
| 2.                 | Ashtray Heart        | 3:34               |                    |                    |                    |                    |                    |                    |                    |
| 3.                 | Battle for the Sun   | 5:33               |                    |                    |                    |                    |                    |                    |                    |
| 4.                 | For What It's Worth  | 2:48               |                    |                    |                    |                    |                    |                    |                    |
| 5.                 | Devil in the Details | 4:30               |                    |                    |                    |                    |                    |                    |                    |
| 6.                 | Bright Lights        | 3:24               |                    |                    |                    |                    |                    |                    |                    |
| 7.                 | Speak in Tongues     | 4:07               |                    |                    |                    |                    |                    |                    |                    |
| 8.                 | The Never-Ending Why | 3:24               |                    |                    |                    |                    |                    |                    |                    |
| 9.                 | Julien               | 4:44               |                    |                    |                    |                    |                    |                    |                    |
| 10.                | Happy You Are Gone   | 3:52               |                    |                    |                    |                    |                    |                    |                    |
| 11.                | Breathe Underwater   | 3:46               |                    |                    |                    |                    |                    |                    |                    |
| 12.                | Come Undone          | 4:37               |                    |                    |                    |                    |                    |                    |                    |
| 13.                | Kings of Medicine    | 4:15               |                    |                    |                    |                    |                    |                    |                    |
| 52:00              |                      |                    |                    |                    |                    |                    |                    |                    |                    |

| 14. | Unisex                    | 4:04 |
| 15. | The Movie On Your Eyelids | 3:53 |

| 14. | In a Funk | 4:07 |

| 1.  | Trigger Happy Hands                          |      |
| 2.  | Monster Truck                                |      |
| 3.  | Breathe Underwater (Slow)                    |      |
| 4.  | Unisex                                       | 4:04 |
| 5.  | Because I Want You (Redux)                   |      |
| 6.  | Blind (Redux)                                |      |
| 7.  | Drag (Redux)                                 |      |
| 8.  | Twenty Years (Redux)                         |      |
| 9.  | Soulmates (Redux)                            |      |
| 10. | Trigger Happy Hands (Buffalo Daughter remix) |      |

## Certifications
| Pays        | Ventes    | Certification |
| ----------- | --------- | ------------- |
| Allemagne   | 100 000 + | Or            |
| Belgique    | 15 000 +  | Or            |
| Royaume-Uni | 60 000 +  | Argent        |

## Singles extraits
- For what it's Worth
- Ashtray Heart
- The Never-Ending Why
- Bright Lights

## Éditions

### Édition numérique
Cette édition contient l'album décrit précédemment ainsi qu'un DVD documentaire sur la conception de l'album et un livret de textes et photos.

### Édition deluxe
Cette édition comprend l'édition numérique ainsi que deux titres inédits (Unisex et The Movie On Your Eyelids), un second DVD consacré au concert de Placebo au Cambodge en décembre 2008, un cd vierge donnant droit à des téléchargements depuis le site officiel, deux disques vinyles et un second livret de paroles manuscrites.

### Édition Redux
Cette édition sortie en septembre 2010 reprend l'édition simple de l'album et inclut entre autres un disque de 10 titres contenant cinq inédits dont Trigger Happy Hands joué sur scène dès l'automne 2009.